# 康靖莊和惠妃
崔惠妃（1395年—1424年），名失考，朝鮮人，中國古代明朝皇族女性，明成祖的妃嫔。朝鲜中军副司正崔得霏的女儿。 
永乐六年（1408年）十一月，宦官黄俨等人到朝鲜为明成祖选贡女。次年（1409年），又有数次筛选。共选得崔氏、权氏、任氏、李氏、吕氏五人，送入明朝后宫。崔氏时年十五岁（虚岁）:15—16，20。
永乐七年（1409年）二月，明成祖册封妃嫔，崔氏受封美人。父亲崔得霏受官鸿胪少卿（秩五品）。
永乐十九年（1421年），鱼吕之乱，许多妃嫔宫女遭到杀害。当时，崔美人因生病在南京故宫，未随明成祖迁都北京，得以幸免:32。
永乐二十二年（1424年）七月十八日，明成祖朱棣去世。明初制度，皇帝去世以活人殉葬，此次共殉葬30多人，来自朝鲜的崔氏和韩丽妃也被强迫殉葬，年三十岁。加赠惠妃，谥号“康靖庄和”。
永乐二十二年十月十七日，朝鲜世宗在便殿宴慰，包括她父崔得霏在内的皇親。明朝使臣告之，崔氏等人已殉葬。